# Webinaire
Webinaire, est un mot-valise associant les mots Web et séminaire, créé pour désigner toutes les formes de réunions interactives de type séminaire faites par Internet généralement dans un but de travail collaboratif ou de transmission d'informations pour une audience plus ou moins importante en nombre.

## Terminologie
Pour traduire le mot anglais webinar, l’Office québécois de la langue française recommande la francisation « webinaire » ainsi que les synonymes « séminaire Web », « séminaire en ligne » ou « cyberséminaire ».
Quant à la Commission d’enrichissement de la langue française, elle recommande d’utiliser à la place de « webinaire », en fonction du contexte et des réalités désignées, les termes français déjà disponibles : conférence (en ligne), cyberconférence, visioconférence, voire audioconférence, téléconférence, ou encore séminaire (en ligne) dans le cas d’une réunion interactive prenant la forme d’un séminaire.

## Caractéristiques
Le webinaire est une des composantes du Web 2.0 et éventuellement une forme de conférence en ligne (à la différence que le webinaire est toujours interactif). 
Il peut se faire dans le cadre d'événements politiques, militaires, commerciaux. 
L'accès en est payant ou gratuit, libre ou filtré. 
Il existe plusieurs solutions techniques utilisables telles qu'Adobe Connect, BigBlueButton, Jitsi Meet, Zoom Video Communications, WebEx, Livestorm. 
Il associe généralement des outils complémentaires permettant l'interaction distante et le partage entre le conférencier et ceux qui l'écoutent et veulent l'interroger comme les outils de : 
- visioconférence ;
- diaporama ;
- carte heuristique ;
- messagerie instantanée ;
- wiki ou autres formes de plateformes collaboratives ou de partage de données.

Certains dispositifs de webinaire permettent de faire une captation de la session pour permettre une consultation ultérieure sur un site Web, un flux de podcast (ou baladodiffusion).
Les « auditeurs » distants peuvent poser leurs questions, écouter le formateur, commenter sa présentation presque comme s'ils étaient sur place. Si les auditeurs sont très nombreux ou interviennent en plusieurs langues, des assistants peuvent synthétiser, traduire et grouper les questions par thèmes avant de les présenter aux « conférenciers ».
Pendant la pandémie de Covid-19, de nombreuses institutions d'enseignement ou professionnelles ont utilisé la forme du webinaire pour transmettre les connaissances.